# Pujo-le-Plan
Pujo-le-Plan è un comune francese di 589 abitanti situato nel dipartimento delle Landes nella regione della Nuova Aquitania.

## Società

### Evoluzione demografica
Abitanti censiti